# Le Puissant Hercule
Pour les articles homonymes, voir Hercule (homonymie).
Le Puissant Hercule (The Mighty Hercules) est une série télévisée d'animation canadienne en 128 épisodes de 5 minutes produite et réalisée par Adventure Cartoon Productions, qui s'inspire librement des aventures d'Héraclès, héros de la mythologie grecque, diffusée entre le 1er septembre 1963 et le 1er mai 1966 en syndication, période pendant laquelle le genre du péplum était particulièrement populaire au cinéma.
Les informations de diffusion dans les pays francophones ne sont pas disponibles.

## Synopsis
Hercule, fils de Zeus, réside sur le mont Olympe, mais convainc son père de le laisser descendre sur Terre afin de combattre le mal et l'injustice. Parce que son séjour sur Terre risque de le priver de ses pouvoirs divins, Zeus lui offre un anneau dans lequel il rassemble ses pouvoirs : lorsqu'il le met, Hercule se trouve doté de la force de dix hommes et devient capable de prouesses extraordinaires. Au cours de ses aventures, Hercule est assisté par sa compagne Hélène et par un centaure nommé Newton. Parmi ses adversaires récurrents figurent Dédale, Wilhemine la Sorcière des Mers, et Murtis, surnommé le « Masque de Vulcain ». De nombreuses aventures d'Hercule se déroulent dans le royaume fictif de Caledon.

## Doublage original
- Jimmy Tapp (en) : Hercule
- Helene Nickerson : Hélène, compagne d'Hercule dans la série
- Gerry Bascombe : le centaure Newton

## Thème musical
La chanson du générique a été composée par Winston Sharples et Win Singelton et chantée par Johnny Nash.